# Megadytes obovatus
Megadytes obovatus är en skalbaggsart som först beskrevs av Kirby 1826.  Megadytes obovatus ingår i släktet Megadytes och familjen dykare. Inga underarter finns listade i Catalogue of Life.